# Jiangrexia
Jiangrexia (kinesiska: 江热夏, 江热夏乡) är en socken i Kina. Den ligger i den autonoma regionen Tibet, i den sydvästra delen av landet, omkring 32 kilometer nordost om regionhuvudstaden Lhasa. Antalet invånare är 5 255. Befolkningen består av 2 684 kvinnor och 2 571 män. Barn under 15 år utgör 24,0 %, vuxna 15-64 år 68 %, och äldre över 65 år 7,0 %.
Genomsnittlig årsnederbörd är 847 millimeter. Den regnigaste månaden är juli, med i genomsnitt 258 mm nederbörd, och den torraste är december, med 2 mm nederbörd.